# Добриловићи
Добриловићи су насеље у Србији у општини Прибој у Златиборском округу. Према попису из 2022. било је 432 становника.

## Демографија
У насељу Добриловићи живи 381 пунолетни становник, а просечна старост становништва износи 36,9 година (37,0 код мушкараца и 36,8 код жена). У насељу има 164 домаћинства, а просечан број чланова по домаћинству је 2,99.
Ово насеље је великим делом насељено Србима (према попису из 2002. године).
|  |

| Демографија | Демографија | Демографија |
| Година      | Становника  | Становника  |
| ----------- | ----------- | ----------- |
| 1948.       | 336         |             |
| 1953.       | 383         |             |
| 1961.       | 471         |             |
| 1971.       | 551         |             |
| 1981.       | 333         |             |
| 1991.       | 643         | 638         |
| 2002.       | 490         | 507         |

| Етнички састав према попису из 2002.‍ | Етнички састав према попису из 2002.‍ | Етнички састав према попису из 2002.‍ | Етнички састав према попису из 2002.‍ | Етнички састав према попису из 2002.‍ |
| ------------------------------------ | ------------------------------------ | ------------------------------------ | ------------------------------------ | ------------------------------------ |
|                                      |                                      |                                      |                                      |                                      |
| Срби                                 | Срби                                 |                                      | 487                                  | 99,38%                               |
| Бошњаци                              | Бошњаци                              |                                      | 2                                    | 0,40%                                |
| непознато                            | непознато                            |                                      | 1                                    | 0,20%                                |

| Година пописа     | 1948. | 1953. | 1961. | 1971. | 1981. | 1991. | 2002. |
| ----------------- | ----- | ----- | ----- | ----- | ----- | ----- | ----- |
| Број домаћинстава | 56    | 67    | 94    | 114   | 82    | 190   | 164   |

| Број чланова      | 1  | 2  | 3  | 4  | 5  | 6 | 7 | 8 | 9 | 10 и више | Просек |
| ----------------- | -- | -- | -- | -- | -- | - | - | - | - | --------- | ------ |
| Број домаћинстава | 23 | 51 | 22 | 47 | 16 | 4 | 1 | 0 | 0 | 0         | 2,99   |

| Пол    | Укупно | Неожењен/Неудата | Ожењен/Удата | Удовац/Удовица | Разведен/Разведена | Непознато |
| ------ | ------ | ---------------- | ------------ | -------------- | ------------------ | --------- |
| Мушки  | 198    | 57               | 135          | 5              | 0                  | 1         |
| Женски | 204    | 47               | 142          | 12             | 1                  | 2         |
| УКУПНО | 402    | 104              | 277          | 17             | 1                  | 3         |

| Пол    | Укупно                    | Пољопривреда, лов и шумарство | Рибарство                            | Вађење руде и камена | Прерађивачка индустрија       |
| ------ | ------------------------- | ----------------------------- | ------------------------------------ | -------------------- | ----------------------------- |
| Мушки  | 72                        | 5                             | 0                                    | 0                    | 31                            |
| Женски | 34                        | 3                             | 0                                    | 0                    | 5                             |
| УКУПНО | 106                       | 8                             | 0                                    | 0                    | 36                            |
| Пол    | Производња и снабдевање   | Грађевинарство                | Трговина                             | Хотели и ресторани   | Саобраћај, складиштење и везе |
| Мушки  | 1                         | 4                             | 3                                    | 4                    | 14                            |
| Женски | 0                         | 0                             | 8                                    | 1                    | 0                             |
| УКУПНО | 1                         | 4                             | 11                                   | 5                    | 14                            |
| Пол    | Финансијско посредовање   | Некретнине                    | Државна управа и одбрана             | Образовање           | Здравствени и социјални рад   |
| Мушки  | 0                         | 1                             | 3                                    | 2                    | 2                             |
| Женски | 0                         | 0                             | 2                                    | 1                    | 12                            |
| УКУПНО | 0                         | 1                             | 5                                    | 3                    | 14                            |
| Пол    | Остале услужне активности | Приватна домаћинства          | Екстериторијалне организације и тела | Непознато            | Непознато                     |
| Мушки  | 1                         | 0                             | 0                                    | 1                    | 1                             |
| Женски | 1                         | 0                             | 0                                    | 1                    | 1                             |
| УКУПНО | 2                         | 0                             | 0                                    | 2                    | 2                             |